# Fauna dell'Etiopia
La Fauna dell'Etiopia, ovvero l'insieme delle specie animali che risiedono in Etiopia, è straordinariamente ricca di animali d'ogni genere, sia per le favorevoli condizioni del clima e della vegetazione, sia per le differenti zone, alte o basse, umide o aride, presenti nel paese. 
Sugli estesi pascoli dagli altopiani scorrazzano in libertà grandi mandrie di buoi, particolarmente della specie sanga, dalle enormi corna, nonché capre e pecore dal lungo pelame. Numerose sono anche varie specie di antilopi, di orici e di struzzi che sono però fatti segno a una caccia spietata.

## Descrizione
Nelle regioni più calde e basse vivono per lo più animali carnivori quali il leone, che è fra i più grandi dell'Africa, la iena, lo sciacallo, il lupo africano, il lupo etiope, originario dell'Acrocoro Etiopico e a rischio estinzione, la volpe. L'elefante africano si è fatto raro mentre nelle zone più alte si trovano leopardi, rinoceronti, bufali e numerose scimmie, tra le quali il cercopiteco delle Montagne di Bale, inserito nel 2022 tra le specie a rischio estinzione. Nei monti settentrionali Semien si concentrano gli ultimi esemplari dello stambecco del Semien.
Le aree paludose delle bassure e i fiumi albergano coccodrilli e ippopotami. Sull'altopiano sono comuni i cinghiali, le lepri e le gazzelle; vi si trovano pure linci, asini selvatici, istrici, marmotte e oritteropi che sono grandi distruttori di termiti. Un quadrupede stranissimo, originario dell'Etiopia, è il facocero, dal grugno enorme, orecchie e occhi piccolissimi, zanne lunghe e zampe di cavallo; questo animale si nutre di galline ed è ricercato per la sua carne gustosissima.
Tra i piccoli mammiferi si segnala la crocidura di Harenna, un toporagno che vive nella foresta di Harenna nei Monti di Bale, la lepre etiope che vice sui rilievi dell'acrocoro etiopico ad altezze comprese fra i 2200 ed i 4500 m
La fauna etiopica è ricchissima di volatili: branchi di centinaia di faraone e gran numero di francolini vagano nelle pianure; uccelli dai più vivaci colori quali il mascàl, il bengalino, il passero tessitore, il colibrì, la vedovella, lo storno splendente, il fringuello, il canarino gola gialla, il canarino di Ancober e tante altre specie si trovano in grandi quantità unitamente ad altri volatili più grossi come le aquile, gli avvoltoi, i pellicani, i fenicotteri, le cicogne, i falchi. Tra le specie endemiche l'agapornis taranta, un pappagallo che vive nelle forseste degli altipiani.
Né mancano i rettili; vi sono i coccodrilli, che oltrepassano i sei metri di lunghezza e i varani. Tra i serpenti le aspidi e le vipere sono assai comuni; non mancano i pitoni e, tra i rettili di piccole dimensioni, il ceraste, il cui veleno può causare la morte quasi istantanea.
Vero flagello delle campagne sono poi le cavallette e, durante le piogge, le mosche tse-tse che danneggiano gli animali da stalla e da cortile.
I fiumi e i laghi dell'Etiopia sono ricchi di pesci, specialmente grossi barbi.
Da ultimo tra gli animali domestici vanno ricordati il cammello, che viene allevato solo nel Paese degli Adal e nella Samahara, il resistentissimo muletto abissino e infine asini e cavalli dell'altopiano.